# 大河内正陽
大河内 正陽（おおこうち まさはる、1916年3月30日 - 2003年6月1日）は、日本の工学者（電気工学、計算機工学）。
神奈川大学教授、専修大学教授を歴任した。
戦前から戦後にかけて、日本のアマチュア無線の振興に貢献した。日本アマチュア無線連盟(JARL)名誉会員。従五位。
理化学研究所第3代所長大河内正敏の甥。子爵大河内正倫の子。大河内正樹の父。元華族大河内松平宗家第13代。

## 経歴
兵庫県川辺郡伊丹町（現伊丹市）生まれ。
1940年、東京工業大学電気工学科卒業。1946年4月より東京工業大学講師、1958年4月より神奈川大学工学部教授、1972年4月より専修大学経営学部教授。
専修大学では
1972年9月から1976年5月まで電子計算機室運営委員会委員長、1978年4月から1980年8月まで同大学経営学部長、1984年4月から1986年3月まで専修大学情報科学研究所所長を務めた。

## 著書
- 『アマチュア無線入門』（オーム社） 1952年
- 『マイクロ波測定』（オーム社） 1959年
- 『電子回路演習』（学献社） 1962年
- 『基礎電子計算機』（実教出版） 1974年
- 『電子計算機演習 FORTRAN』（実教出版） 1975年
- 『経済・経営系のための電子計算機入門』（実教出版） 1980年
- 『BASIC活用辞典』（誠文堂新光社） 1984年

## 訳書
- 『電子工業史』（W・R・マクローリン、白揚社） 1962年
- 『電子回路と信号伝送』（サミュエル・J・メーソン, ヘンリー・J・ツィンマーマン、近代科学社） 1966年
- 『工学者のための計算機プログラミング演習』（L・P・ヒュールスマン、丸善） 1972年
- 『経営ビジネスのためのBASIC入門』（C・C・ペゲルス, R・C・バークラ、マグロウヒル好学社） 1980年